# جی جین هی
جی جین هی (کره‌ای: 지진희؛ زادهٔ ۲۴ ژوئن ۱۹۷۱) بازیگر اهل کره جنوبی است. او بیشتر برای ایفای نقش اصلی در مجموعه‌های تلویزیونی جواهری در قصر (۲۰۰۳)، افسانه دونگ‌یی (۲۰۱۰)، مبهم (۲۰۱۸) و بازمانده برگزیده: ۶۰ روز (۲۰۱۹) شناخته می‌شود.

## زندگی‌نامه
جی جین هی، بازیگر و مدل کره ای است که به زبان‌های کره ای و انگلیسی تسلط دارد. نام مستعار او رعد و برق است و دارای کمربند مشکی ورزش رزمی هاپکیدو است. وی دارای مدرک لیسانس طراحی داخلی سبک فلزات از کالج میانوجوگی است. او به عنوان یک عکاس در آژانس تبلیغاتی فعالیت می‌کرد تا این که یک استعداد یاب از کمپانی iHQ او را تشویق کرد که به دنبال حرفه‌ای سرگرم‌کننده باشد. او فعالیت خود را از سال ۱۹۹۴ آغاز کرد و در این سال یک نماهنگ برای جو سونگ بین پدیدآورد. جی جین هی در سال ۲۰۰۴ با لی سو یون که ۶ سال با وی نامزد بود، ازدواج کرد. وی با جان وو، کارگردان اکشن کار هنگ کنگ و هالیوود دوستی صمیمانه ای دارد. او به بسکتبال، موج سواری، پاراگلادیر و ورزش‌های رزمی علاقه بسیاری دارد. او در سال ۲۰۰۱ در سریال چهار خواهر به همراه چه ریم به ایفای نقش پرداخت و در سال ۲۰۰۳ در سریال جواهری در قصر، نقش مین جانگو، افسر گارد سلطنتی را ایفا کرد. جی جین هی، مسیحی و پیرو مذهب کاتولیک می‌باشد.

## فیلم‌شناسی

### فیلم
| سال  | عنوان                              | نقش                | یادداشت         |
| ---- | ---------------------------------- | ------------------ | --------------- |
| ۲۰۰۲ | اچ                                 |                    |                 |
| ۲۰۰۳ | اگر جای من بودید                   |                    |                 |
| ۲۰۰۵ | شاید عشق باشد                      |                    |                 |
| ۲۰۰۶ | جاذبه افسون کننده                  |                    |                 |
| ۲۰۰۷ | باغ قدیمی                          |                    |                 |
| ۲۰۰۷ | سو                                 |                    |                 |
| ۲۰۰۷ | با مستر ددی آشنا شوید              |                    |                 |
| ۲۰۰۹ | بهشت                               |                    |                 |
| ۲۰۱۰ | زندگی موازی                        |                    |                 |
| ۲۰۱۰ | به دنبال همسرم                     |                    |                 |
| ۲۰۱۱ | توماس و دوستان: نجات جزیره مه آلود | راوی (دوبله کره‌ای) | انیمیشن         |
| ۲۰۱۲ | عشق داستانی                        |                    |                 |
| ۲۰۱۲ | رفتگرهای روح                       | —                  | story by credit |
| ۲۰۱۴ | در راه است                         |                    |                 |
| ۲۰۱۴ | خواهر بد                           |                    |                 |
| ۲۰۱۵ | هلیوس                              |                    | فیلم هنگ کنگی   |
| ۲۰۱۵ | برف تابستانی                       |                    |                 |

### تلویزیون
| سال  | عنوان                        | نقش                      | شبکه               | یادداشت                   |
| ---- | ---------------------------- | ------------------------ | ------------------ | ------------------------- |
| ۲۰۰۰ | منشی زن                      |                          | کی بی اس           |                           |
| ۲۰۰۰ | بهترین تئاتر ام بی سی        |                          | ام‌بی‌سی             | یک قسمت                   |
| ۲۰۰۰ | مرد ژولیت                    |                          | سیستم پخش سئول     |                           |
| ۲۰۰۱ | بهترین تئاتر ام بی سی        |                          | ام‌بی‌سی             | یک قسمت                   |
| ۲۰۰۱ | چهار خواهر                   |                          | ام‌بی‌سی             |                           |
| ۲۰۰۲ | بعد از ظهر پس از گذر باران   |                          | ام‌بی‌سی/فوجی تلویژن | تولید مشترک کره-ژاپن      |
| ۲۰۰۳ | نامه عاشقانه                 |                          | ام‌بی‌سی             |                           |
| ۲۰۰۳ | بهترین تئاتر ام بی سی        |                          | ام‌بی‌سی             | یک قسمت                   |
| ۲۰۰۳ | بهترین تئاتر ام بی سی        |                          | ام‌بی‌سی             | یک قسمت                   |
| ۲۰۰۳ | جواهری در قصر                | مین جانگو                | ام‌بی‌سی             |                           |
| ۲۰۰۳ | هنپیوم دراما                 |                          | ام‌بی‌سی             | یک قسمت                   |
| ۲۰۰۴ | تلاش میلیون دلاری خانم کیم   |                          | اس‌بی‌اس             |                           |
| ۲۰۰۴ | بهترین تئاتر ام بی سی        |                          | ام‌بی‌سی             | یک قسمت                   |
| ۲۰۰۵ | روزهای بهاری                 |                          | اس‌بی‌اس             |                           |
| ۲۰۰۵ | هنپیوم دراما                 |                          | ام‌بی‌سی             | یک قسمت                   |
| ۲۰۰۵ | عروس صدم                     |                          |                    | درام تایوانی              |
| ۲۰۰۸ | نور افکن                     |                          | ام‌بی‌سی             |                           |
| ۲۰۰۸ | عاشق ستاره                   |                          | اس‌بی‌اس             | حضور افتخاری، قسمت ۸      |
| ۲۰۰۹ | مردی که نمی‌توانست ازدواج کند |                          | کی‌بی‌اس۲            |                           |
| ۲۰۱۰ | افسانه دونگ‌یی                | سوکجونگ چوسان            | ام‌بی‌سی             |                           |
| ۲۰۱۲ | مراقب ما باش، کاپیتان        |                          | اس‌بی‌اس             |                           |
| ۲۰۱۲ | خانواده جدید                 |                          | کی‌بی‌اس۲            | حضور افتخاری، قسمت ۱۹     |
| ۲۰۱۲ | پیشگوی بزرگ                  | تائجو چوسان              | اس‌بی‌اس             |                           |
| ۲۰۱۳ | آژانس دوستیابی: سیرانو       |                          | تی‌وی‌ان             | حضور افتخاری، قسمت ۱      |
| ۲۰۱۳ | یک حرف گرم                   |                          | اس‌بی‌اس             |                           |
| ۲۰۱۵ | خون                          |                          | کی‌بی‌اس۲            |                           |
| ۲۰۱۵ | رستوران آخر شب               |                          | اس‌بی‌اس             | بازیگر مهمان، قسمت‌های ۵–۴ |
| ۲۰۱۵ | من یک معشوقه دارم            |                          | اس‌بی‌اس             |                           |
| ۲۰۱۵ | گل نیلوفر برفی (رؤیای شفاف)  |                          | اس‌بی‌اس             |                           |
| ۲۰۱۶ | از عشق دوم تا آخر            |                          | اس‌بی‌اس             |                           |
| ۲۰۱۸ | مبهم                         |                          | جی‌تی‌بی‌سی           | [ ۵ ]                     |
| ۲۰۱۹ | بازمانده برگزیده: ۶۰ روز     | پارک مو-جین              | تی‌وی‌ان             | [ ۷ ]                     |
| ۲۰۲۱ | مخفی                         | هان جونگ هیون/لی سوک کیو | جی‌تی‌بی‌سی           | [ ۸ ]                     |
| ۲۰۲۱ | نقل مکان به بهشت             | هان جونگ-وو              | نتفلیکس            | [ ۹ ]                     |
| ۲۰۲۱ | جاده: تراژدی یک              |                          | تی‌وی‌ان             | [ ۱۰ ]                    |
| ۲۰۲۳ | دی.پی. ۲                     |                          | نتفلیکس            | [ ۱۱ ]                    |

## کتاب
| سال  | عنوان                                   | ناشر       | ISBN               |
| ---- | --------------------------------------- | ---------- | ------------------ |
| ۲۰۰۹ | جی جین هی در ایتالیا: راه رفتن در ابرها | Seed Paper | شابک ‎۹۷۸۸۹۹۶۱۸۷۶۱۵ |

## جوایز و نامزدی‌ها
| سال  | جایزه                        | بخش                            | کار نامزد شده               | نتیجه    |
| ---- | ---------------------------- | ------------------------------ | --------------------------- | -------- |
| ۲۰۰۳ | جوایز درامای ام‌بی‌سی          | [ ۱۲ ]                         | نامه عاشقانه، جواهری در قصر | نامزدشده |
| ۲۰۰۴ | جوایز درامای اس‌بی‌اس          |                                | تلاش میلیون دلاری خانم کیم  | برنده    |
| ۲۰۱۰ | جوایز درامای ام‌بی‌سی ۲۰۱۰     | جایزه بهترین زوج با هان هیو-جو | افسانه دونگ‌یی               | نامزدشده |
| ۲۰۱۱ | جوایز تلویزیون کابلی هنگ کنگ | بهترین بازیگر                  | افسانه دونگ‌یی               | برنده    |
| ۲۰۱۱ | جوایز سرگرمی تلویزیون چین    | [ ۱۳ ] [ ۱۴ ]                  | افسانه دونگ‌یی               | برنده    |